# Deutscher Comedypreis 2019
Die Verleihung des Deutschen Comedypreises 2019 fand am 2. Oktober 2019 im Rahmen des Internationalen Köln Comedy Festivals in Köln statt.
Durch den Abend führten Laudatoren und Gäste. Die Zuschauer konnten erstmals aktiv ihren Favoriten bestimmen, der Gewinner der Kategorie Beste Komikerin / Bester Komiker wurde durch ein User-Voting ab dem 18. September 2019 bei RTL.de ermittelt. Die Preisverleihung wurde zum zweiten Mal live auf RTL übertragen. Verliehen wurde der Preis in elf Kategorien.
Die Auszeichnungen für die Beste Innovation, den Sonderpreis, den erfolgreichsten Live-Act und den besten Newcomer wurden vom Veranstalter, der Köln Comedy Festival GmbH, ohne vorherige Nominierung vergeben. Einziger Gesellschafter dieser GmbH ist die Produktionsfirma der Sendung, Brainpool (Stand 2015). Über die restlichen Preisträger entschied eine Fachjury am Tag der Verleihung.

## Nominierte
Am 9. September 2019 wurden die Nominierungen bekanntgegeben.

### Bestes TV-Soloprogramm
Olaf Schubert. Sexy forever (3sat)
Chris Tall live! – Und jetzt ist Papa dran (RTL)
Johann König live! Milchbrötchenrechnung (RTL)
Bastian Bielendorfer: Das Leben ist kein Pausenhof (WDR)
Torsten Sträter: Im Rahmen meiner Möglichkeiten (3sat)

### Beste Comedyserie
jerks. (Joyn / ProSieben)
Sankt Maik (RTL)
Merz gegen Merz (ZDF)
Arthurs Gesetz (Entertain TV / TNT Comedy)
Klassentreffen – Die Serie (One)

### Beste Parodie/Sketch-Show
Trixie Nightmare – Der tiefe Fall der Trixie Dörfel (ARD)
Kroymann (ARD)
Schmitz & Family (RTL)

### Beste Comedy-Show
PussyTerror TV (ARD/WDR)
Luke! Die Woche und ich (Sat. 1)
Mario Barth deckt auf (RTL)
Die Faisal Kawusi Show (Sat.1)
Hotel Verschmitzt – Auf die Ohren, fertig, los! (RTL)

### Beste Satire-Show
Mitternachtsspitzen (WDR)
Extra 3 (NDR)
Mann, Sieber! (ZDF)
heute-show (ZDF)
Kalkofes Mattscheibe: Fresse 2018 – Der Jahresrückblick! (TELE 5)

### Beste Komikerin/Bester Komiker
Luke Mockridge
Ralf Schmitz
Carolin Kebekus
Martina Hill
Chris Tall
Mario Barth

## Weitere Preisträger

### Sonderpreis
Pastewka-Ensemble

### Bester Newcomer
Özcan Coşar

### Lebenswerk International
John Cleese – Laudator: Thomas Gottschalk

### Erfolgreichste Kinokomödie
Der Junge muss an die frische Luft

### Erfolgreichster Live-Act
Luke Mockridge

### Beste Innovation
Jan Böhmermann